# Instow
Instow es una localidad situada en el condado de Devon, en Inglaterra (Reino Unido), con una población estimada a mediados de 2016 de 637 habitantes.
Se encuentra ubicada en el centro de la península del Suroeste, cerca de la ciudad de Exeter y de la orilla del canal de Bristol (océano Atlántico).